# Оке Юганссон
Оке «Байдофф» Юганссон (швед. Åke "Bajdoff" Johansson, 19 березня 1928, Норрчепінг — 21 грудня 2014) — шведський футболіст, що грав на позиції захисника. Найкращий шведський футболіст 1957 року.

## Клубна кар'єра
У дорослому футболі дебютував 1950 року виступами за команду клубу ІФК Норрчепінг, кольори якої і захищав протягом усієї своєї кар'єри гравця, що тривала цілих шістнадцять років. Більшість часу, проведеного у складі ІФК Норрчепінга, був основним гравцем захисту команди.

## Виступи за збірну
1955 року дебютував в офіційних матчах у складі національної збірної Швеції. Протягом кар'єри у національній команді, яка тривала 11 років, провів у формі головної команди країни 53 матчі, забивши 1 гол.
У складі збірної був учасником домашнього для шведів чемпіонату світу 1958 року, на якому вони здобули срібні медалі.

## Досягнення
- Срібний призер чемпіонату світу: 1958
- Найкращий шведський футболіст року: 1957